# Eusebio Planas
Eusebio Planas y Franquesa (Barcelona, 1833-Barcelona, 1897) fue un dibujante, acuarelista y litógrafo catalán.

## Biografía
Su padre quería que estudiara Derecho, pero su vocación artística hizo que al final ingresara en el taller de un grabador litógrafo. Posteriormente se inscribió en la Escuela de la Llotja y en una academia privada. En 1849 fue a estudiar a París para perfeccionar las técnicas litográficas bajo las órdenes de Lassalle. Allí empezó a trabajar para el editor Goupil, primero con un retrato de Eugenia de Montijo a caballo y vestida a la andaluza. Gracias a este y a otros proyectos se consagró como dibujante en París.

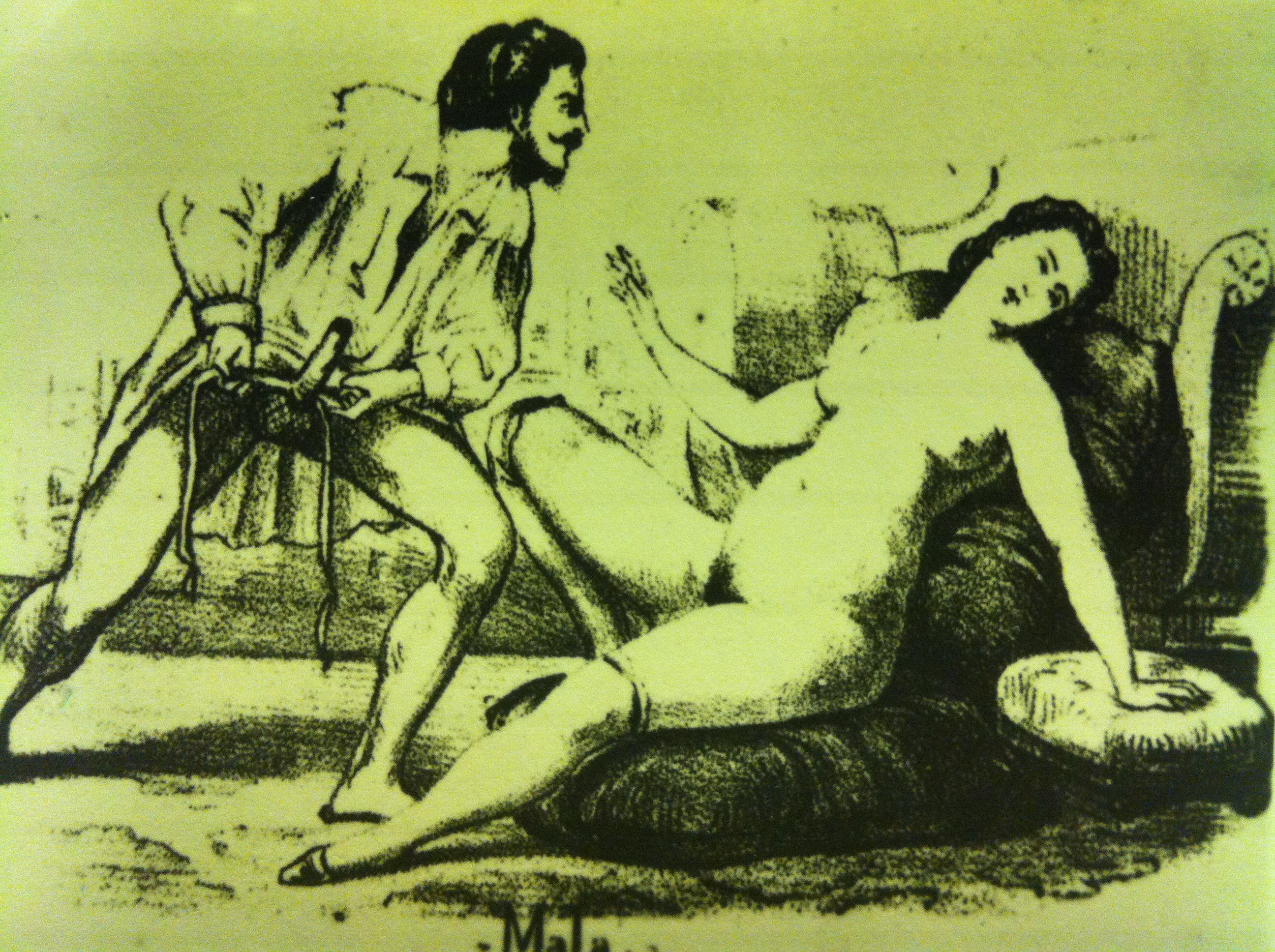
Noble juego del tresillo

En 1854 se declaró una epidemia de cólera en la ciudad, lo que le hizo volver a Barcelona, donde empezó a iluminar fotografías y a ilustrar novelas, como Los tres mosqueteros o Los miserables. Con un fuerte volumen de producción, se convirtió en uno de los dibujantes y litógrafos más importantes de la segunda mitad del siglo XIX. Una de sus obras más emblemáticas fue Historia de una mujer (1880). 
Planas, que fue un prolífico ilustrador de libros, cultivó la ilustración de género erótico y pornográfico, incluyéndose en su obra series de láminas como El noble arte del billar y Noble juego del Tresillo.